# Fraaie spinnendoder
De fraaie spinnendoder (Gibellula pulchra) is een schimmel behorend tot de familie Cordycipitaceae. Hij leeft als biotrofe parasiet op spinachtigen. 

## Ecologie
Net als andere Ascomycetes kan Gibellula pulchra worden gevonden onder stenen, schors, bladeren, op rottende boomstammen of in verborgen holen van plantaardig materiaal op de bosbodem. Vaak wordt Gibellula pulchra duidelijker geïdentificeerd nadat ze een spinachtige is binnengegaan, hun gastheer heeft omhuld en op hun kadavers is gegroeid. Zodra spinnen sterven aan de Gibellula pulchra pathogene schimmels, produceert G. pulchra een groot vruchtlichaam uit het kadaver.

## Kenmerken
Om zich aan een gastheer te hechten, zendt Gibellula pulchra sporen uit. Wanneer een ongelukkige spin in contact komt met een spore van Gibellula pulchra, ontkiemen de sporen op en omhullen ze de spingastheer. Na het ontkiemen dringt Gibellula pulchra het gastheerlichaam binnen met een gele laag mycelium en verteert de spin van binnenuit. Wanneer de spin is gestorven, beginnen stijve lavendelclava's uit het spinnenkadaver omhoog te schieten. Gibellula pulchra verteert de exoskeletten van spinachtigen niet, daarom is de vorm van de spin nog steeds zichtbaar nadat Gibellula pulchra zijn gastheer heeft omhuld en gedood. Niet lang nadat de spingastheer sterft, vervagen de kleuren van het mycelium en de clava tot een crèmekleurige of asymmetrische kleur.

## Verspreiding
Gibellula pulchra komt algemeen voor over de hele wereld. In Nederland komt hij zeldzaam voor. 